# قطعنامه ۲۸۹ شورای امنیت
قطعنامه ۲۸۹ شورای امنیت سازمان ملل متحد که در تاریخ ۲۳ نوامبر ۱۹۷۰ تصویب شد، سندی بین‌المللی دربارهٔ شکایت توسط گینه است. این قطعنامه طی نشست ۱٬۵۵۸ام
با ۱۵ موافق،۰ مخالف و۰ ممتنع تصویب شد.